# 24 uur van Le Mans 1965

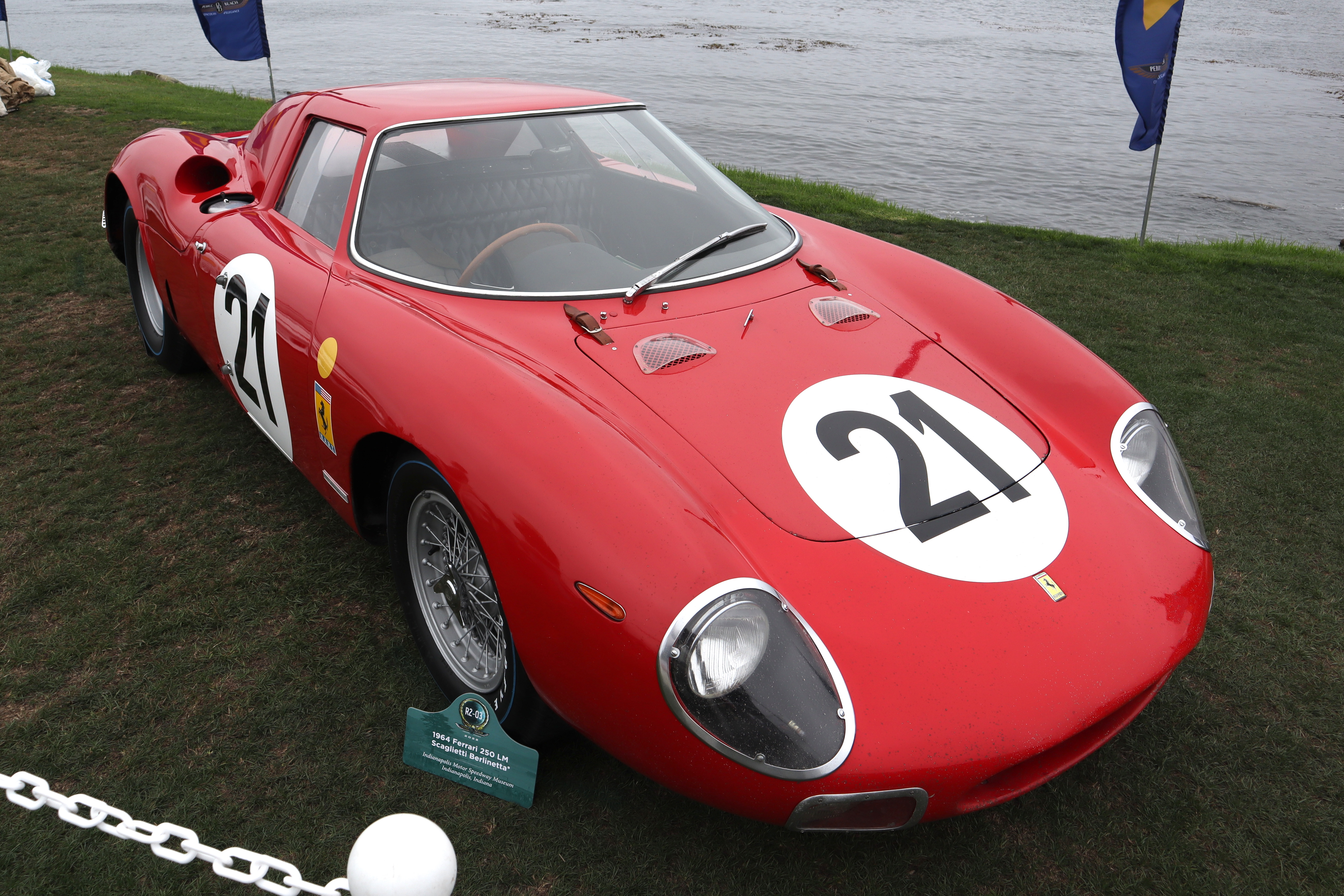
De winnende auto: de Ferrari 250 LM #21.

De 24 uur van Le Mans 1965 was de 33e editie van deze endurancerace. De race werd verreden op 19 en 20 juni 1965 op het Circuit de la Sarthe nabij Le Mans, Frankrijk.
De race werd gewonnen door de North American Racing Team #21 van Masten Gregory en Jochen Rindt, die allebei hun enige Le Mans-zege behaalden. Ed Hugus zou ook korte tijd in de winnende auto hebben gereden, maar hier is geen officieel bewijs van en hij staat dan ook niet in de geschiedenisboeken als winnaar. De GT 4.0-klasse werd gewonnen door de Ecurie Francorchamps #24 van Willy Mairesse en Jean Blaton. De P 2.0-klasse werd gewonnen door de Porsche System Engineering #32 van Herbert Linge en Peter Nöcker. De GT 2.0-klasse werd gewonnen door de Porsche System Engineering #36 van Gerhard Koch en Anton Fischhaber. De P 5.0-klasse werd gewonnen door de North American Racing Team #18 van Pedro Rodríguez en Nino Vaccarella. De GT 5.0-klasse werd gewonnen door de AC Cars Ltd. #11 van Jack Sears en Dick Thompson. De P +5.0-klasse werd gewonnen door de Iso Grifo Prototipi Bizzarrini #3 van Régis Fraissinet en Jean de Mortemart. De P 1.3-klasse werd gewonnen door de Donald Healey Motor Company #49 van Paul Hawkins en John Rhodes. De GT 1.15-klasse werd gewonnen door de Standard-Triumph Ltd. #60 van Jean-Jacques Thuner en Simo Lampinen.

## Race
Winnaars in hun klasse zijn vetgedrukt. Auto's die minder dan 70% van de afstand van de winnaar van hun klasse hadden afgelegd werden niet geklasseerd. De Société Automobiles Alpine #51 werd gediskwalificeerd omdat het water van deze auto te vroeg werd vervangen.
| Pos. | Klasse  | No. | Team                                | Coureurs                                | Chassis                      | Motor                     | Ronden |
| ---- | ------- | --- | ----------------------------------- | --------------------------------------- | ---------------------------- | ------------------------- | ------ |
| 1    | P 4.0   | 21  | North American Racing Team          | Masten Gregory Jochen Rindt             | Ferrari 250 LM               | Ferrari 3.3L V12          | 348    |
| 2    | P 4.0   | 26  | Pierre Dumay                        | Pierre Dumay Gustave Gosselin           | Ferrari 250 LM               | Ferrari 3.3L V12          | 343    |
| 3    | GT 4.0  | 24  | Ecurie Francorchamps                | Willy Mairesse Jean Blaton              | Ferrari 275 GTB              | Ferrari 3.3L V12          | 340    |
| 4    | P 2.0   | 32  | Porsche System Engineering          | Herbert Linge Peter Nöcker              | Porsche 904/6                | Porsche 1968cc F6         | 336    |
| 5    | GT 2.0  | 36  | Porsche System Engineering          | Gerhard Koch Anton Fischhaber           | Porsche 904/4 GTS            | Porsche 1968cc F4         | 325    |
| 6    | P 4.0   | 27  | Scuderia Filipinetti                | Dieter Spoerry Armand Boller            | Ferrari 250 LM               | Ferrari 3.3L V12          | 324    |
| 7    | P 5.0   | 18  | North American Racing Team          | Pedro Rodríguez Nino Vaccarella         | Ferrari 365 P2 Spyder        | Ferrari 4.4L V12          | 320    |
| 8    | GT 5.0  | 11  | AC Cars Ltd.                        | Jack Sears Dick Thompson                | AC Cobra Daytona Coupé       | Ford 4.7L V8              | 304    |
| 9    | P +5.0  | 3   | Iso Grifo Prototipi Bizzarrini      | Régis Fraissinet Jean de Mortemart      | Iso Grifo A3C                | Chevrolet 5.4L V8         | 303    |
| 10   | P 2.0   | 31  | Owen Racing Organisation            | Graham Hill Jackie Stewart              | Rover-BRM                    | Rover 1992cc Turbine      | 284    |
| 11   | GT 2.0  | 39  | British Motor Corporation           | Paddy Hopkirk Andrew Hedges             | MG MGB Hardtop               | MG 1801cc S4              | 283    |
| 12   | P 1.3   | 49  | Donald Healey Motor Company         | Paul Hawkins John Rhodes                | Austin-Healey Sebring Sprite | BMC 1293cc S4             | 278    |
| 13   | GT 1.15 | 60  | Standard-Triumph Ltd.               | Jean-Jacques Thuner Simo Lampinen       | Triumph Spitfire             | Triumph 1147cc S4         | 274    |
| 14   | GT 1.15 | 54  | Standard-Triumph Ltd.               | Claude Dubois Jean-François Piot        | Triumph Spitfire             | Triumph 1147cc S4         | 263    |
| DNF  | P 4.0   | 20  | SpA Ferrari SEFAC                   | Mike Parkes Jean Guichet                | Ferrari 330 P2 Spyder        | Ferrari 4.0L V12          | 315    |
| DNF  | P 1.3   | 48  | Donald Healey Motor Company         | Rauno Aaltonen Clive Baker              | Austin-Healey Sebring Sprite | BMC 1293cc S4             | 256    |
| DNF  | P 4.0   | 19  | SpA Ferrari SEFAC                   | John Surtees Ludovico Scarfiotti        | Ferrari 330 P2 Spyder        | Ferrari 4.0L V12          | 225    |
| DNF  | GT 2.0  | 37  | Auguste Veuillet                    | Robert Buchet Ben Pon                   | Porsche 904/4 GTS            | Porsche 1968cc F4         | 224    |
| DNF  | P 4.0   | 22  | SpA Ferrari SEFAC                   | Lorenzo Bandini Giampiero Biscaldi      | Ferrari 275 P2               | Ferrari 3.3L V12          | 221    |
| DNF  | GT 1.6  | 44  | Equipe Grand Ducale Luxembourgeoise | Nicolas Koob Alain Finkelstein          | Alfa Romeo Giulia TZ2        | Alfa Romeo 1570cc S4      | 218    |
| DNF  | GT 1.6  | 41  | Autodelta SpA                       | Roberto Bussinello Jean Rolland         | Alfa Romeo Giulia TZ2        | Alfa Romeo 1570cc S4      | 217    |
| DNF  | GT 5.0  | 9   | Shelby-American Inc.                | Dan Gurney Jerry Grant                  | AC Cobra Daytona Coupé       | Ford 4.7L V8              | 204    |
| DNF  | P 2.0   | 35  | Porsche System Engineering          | Günter Klass Dieter Glemser             | Porsche 904/6                | Porsche 1991cc F6         | 202    |
| DNF  | P 1.3   | 47  | Société Automobiles Alpine          | Roger Delageneste Jean Vinatier         | Alpine A110 M64              | Renault-Gordini 1296cc S4 | 196    |
| DNF  | GT 1.3  | 55  | Société Automobiles Alpine          | Jacques Cheinisse Jean-Pierre Hanrioud  | Alpine A110 GT4              | Renault-Gordini 1108cc S4 | 196    |
| DNF  | P 1.15  | 61  | Société Automobiles Alpine          | Robert Bouharde Pierre Monneret         | Alpine A110 M63B             | Renault-Gordini 1002cc S4 | 187    |
| DNF  | GT 5.0  | 10  | Shelby-American Inc.                | Bob Johnson Tom Payne                   | AC Cobra Daytona Coupé       | Ford 4.7L V8              | 158    |
| DSQ  | P 1.15  | 51  | Société Automobiles Alpine          | Roger Masson Guy Verrier                | Alpine A110 M64              | Renault-Gordini 1150cc S4 | 148    |
| DNF  | P 4.0   | 25  | Ecurie Francorchamps                | Gerhard Langlois van Ophem Leon Dernier | Ferrari 250 LM               | Ferrari 3.3L V12          | 146    |
| DNF  | GT 2.0  | 38  | Jacques Franc                       | Jacques Dewes Jean Kerguen              | Porsche 904/4 GTS            | Porsche 1968cc F4         | 130    |
| DNF  | GT 5.0  | 59  | Scuderia Filipinetti                | Peter Sutcliffe Peter Harper            | AC Cobra Daytona Coupé       | Ford 4.7L V8              | 126    |
| DNF  | P 1.15  | 50  | Société Automobiles Alpine          | Philippe Vidal Peter Revson             | Alpine A110 M64              | Renault-Gordini 1150cc S4 | 116    |
| DNF  | GT 5.0  | 12  | Ford France S.A.                    | Jo Schlesser Allen Grant                | AC Cobra Daytona Coupé       | Ford 4.7L V8              | 111    |
| DNF  | P 5.0   | 17  | Maranello Concessionaires Ltd.      | David Piper Jo Bonnier                  | Ferrari 365 P2               | Ferrari 4.4L V12          | 101    |
| DNF  | P 4.0   | 23  | Maranello Concessionaires Ltd.      | Lucien Bianchi Mike Salmon              | Ferrari 250 LM               | Ferrari 3.3L V12          | 99     |
| DNF  | P +5.0  | 2   | Shelby-American Inc.                | Phil Hill Chris Amon                    | Ford GT40X                   | Ford 7.0L V8              | 89     |
| DNF  | GT 5.0  | 14  | Ford Advanced Vehicles              | John Whitmore Innes Ireland             | Ford GT40                    | Ford 4.7L V8              | 72     |
| DNF  | GT 1.15 | 52  | Standard-Triumph Ltd.               | David Hobbs Rob Slotemaker              | Triumph Spitfire             | Triumph 1147cc S4         | 71     |
| DNF  | P +5.0  | 1   | Shelby-American Inc.                | Ken Miles Bruce McLaren                 | Ford GT40X                   | Ford 7.0L V8              | 45     |
| DNF  | P 1.3   | 46  | Société Automobiles Alpine          | Mauro Bianchi Henri Grandsire           | Alpine M65                   | Renault-Gordini 1296cc S4 | 32     |
| DNF  | P +5.0  | 6   | Scuderia Filipinetti                | Herbert Müller Ronnie Bucknum           | Ford GT40                    | Ford 5.3L V8              | 29     |
| DNF  | P 5.0   | 7   | Rob Walker Racing Team              | Bob Bondurant Umberto Maglioli          | Ford GT40                    | Ford 4.7L V8              | 29     |
| DNF  | P 2.0   | 30  | Anglian Racing Developments         | Richard Wrottesley Tony Lanfranchi      | Elva GT160                   | BMW 1991cc S4             | 29     |
| DNF  | GT 1.6  | 42  | Autodelta SpA                       | Giacomo Russo Carlo Zuccoli             | Alfa Romeo Giulia TZ2        | Alfa Romeo 1570cc S4      | 22     |
| DNF  | P 2.0   | 33  | Porsche System Engineering          | Colin Davis Gerhard Mitter              | Porsche 904/8                | Porsche 1985cc F8         | 20     |
| DNF  | GT 2.0  | 62  | Christian Poirot                    | Christian Poirot Rolf Stommelen         | Porsche 904/4 GTS            | Porsche 1968cc F4         | 13     |
| DNF  | P 5.0   | 15  | Ford France S.A.                    | Maurice Trintignant Guy Ligier          | Ford GT40 Spyder             | Ford 4.7L V8              | 11     |
| DNF  | GT 1.3  | 53  | Standard-Triumph Ltd.               | Peter Bolton Bill Bradley               | Triumph Spitfire             | Triumph 1147cc S4         | 6      |
| DNF  | P 5.0   | 8   | J. Simone                           | Jo Siffert Jochen Neerpasch             | Maserati Tipo 65             | Maserati 5.0L V8          | 3      |
| DNF  | P 1.6   | 40  | SpA Dino SEFAC                      | Giancarlo Baghetti Mario Casoni         | Dino 166 P                   | Ferrari 1593cc V6         | 2      |
| DNF  | GT 1.6  | 43  | Autodelta SpA                       | Teodoro Zeccoli José Rosinski           | Alfa Romeo Giulia TZ2        | Alfa Romeo 1570cc S4      | 1      |
| DNQ  | P 1.15  | 56  | Abarth France                       | Claude Ballot-Léna Franck Ruata         | Abarth 1000 SP               | Fiat 998cc S4             | 0      |
| DNA  | P +5.0  | 4   | Iso Grifo Prototipi Bizzarrini      | Pierre Noblet Edgar Berney              | Iso Grifo A3C                | Chevrolet 5.4L V8         | 0      |
| DNA  | P +5.0  | 5   | Iso Grifo Prototipi Bizzarrini      | Silvio Moser Mário de Araújo Cabral     | Iso Grifo A3C                | Chevrolet 5.4L V8         | 0      |
| DNA  | GT 5.0  | 16  | John Willment Automobiles           | Frank Gardner Alan Rees                 | AC Cobra Daytona Coupé       | Ford 4.7L V8              | 0      |
| DNA  | P 2.0   | 34  | Porsche System Engineering          |                                         | Porsche 904/6                | Porsche 1991cc F6         | 0      |
| DNA  | P 1.6   | 45  | Société d'Etudes & Construction     | Alain Bertaut André Guilhaudin          | CD 3                         | Alfa Romeo 1570cc S4      | 0      |
| DNP  | GT 4.0  | 57  | North American Racing Team          |                                         | Ferrari 275 GTB              | Ferrari 3.3L V12          | 0      |
| DNP  | P 4.0   | 63  | Ecurie Francorchamps                |                                         | Ferrari 250 LM               | Ferrari 3.3L V12          | 0      |
| DNP  | GT 2.0  | 66  | Scuderia Filipinetti                | Dieter Spoerry Jacques Calderari        | Porsche 904/4 GTS            | Porsche 1968cc F4         | 0      |
| DNP  | GT 1.6  | 69  | Claude Laurent                      | Claude Laurent Pierre Gelé              | Lotus Elan                   | Lotus 1598cc S4           | 0      |

1923 · 1924 · 1925 · 1926 · 1927 · 1928 · 1929 · 1930 · 1931 · 1932 · 1933 · 1934 · 1935 · 1936 · 1937 · 1938 · 1939 · 1940 - 1948 · 1949 · 1950 · 1951 · 1952 · 1953 · 1954 · 1955 (Ramp) · 1956 · 1957 · 1958 · 1959 · 1960 · 1961 · 1962 · 1963 · 1964 · 1965 · 1966 · 1967 · 1968 · 1969 · 1970 · 1971 · 1972 · 1973 · 1974 · 1975 · 1976 · 1977 · 1978 · 1979 · 1980 · 1981 · 1982 · 1983 · 1984 · 1985 · 1986 · 1987 · 1988 · 1989 · 1990 · 1991 · 1992 · 1993 · 1994 · 1995 · 1996 · 1997 · 1998 · 1999 · 2000 · 2001 · 2002 · 2003 · 2004 · 2005 · 2006 · 2007 · 2008 · 2009 · 2010 · 2011 · 2012 · 2013 · 2014 · 2015 · 2016 · 2017 · 2018 · 2019 · 2020 · 2021 · 2022 · 2023 · 2024